# Вотфорд
Во́тфорд (англ. Watford) — місто та боро в Гартфордширі, Англія. Розташоване в 28 км на північний захід від центру Лондона в межах автотраси M25.

## Визначні пам'ятки
У межах Вотфорду знаходиться колишня знімальна студія компанії «Warner Bros», у якій було знято серію фільмів «Гаррі Поттер».

## Відомі люди
- Джеральд Мур (1899—1987) — британський піаніст та концертмейстер.
- Лен Райт (1923—2010) — англійський письменник-фантаст.
- Брюс Гілберт (* 1946) — британський музикант, гітарист.

## Міста-побратими
- Майнц (нім. Mainz), Німеччина (1956)
- Нантерр (фр. Nanterre), Франція (1960)
- Великий Новгород, Росія (1984)
- Вілмінгтон (англ. Wilmington), США (1985)
- Пезаро (італ. Pesaro), Італія (1988)
- Плімут (англ. Plymouth), Велика Британія (1997)